# Ivan Supek
Ivan Supek (n. 8 aprilie 1915, Zagreb, Regatul autonom Croația-Slavonia – d. 5 martie 2007, Zagreb, Croația) a fost un fizician și scriitor pacifist croat. Între 1991-1997 a fost președintele Academiei Croate de Științe și Arte.